# Akiva Eldar

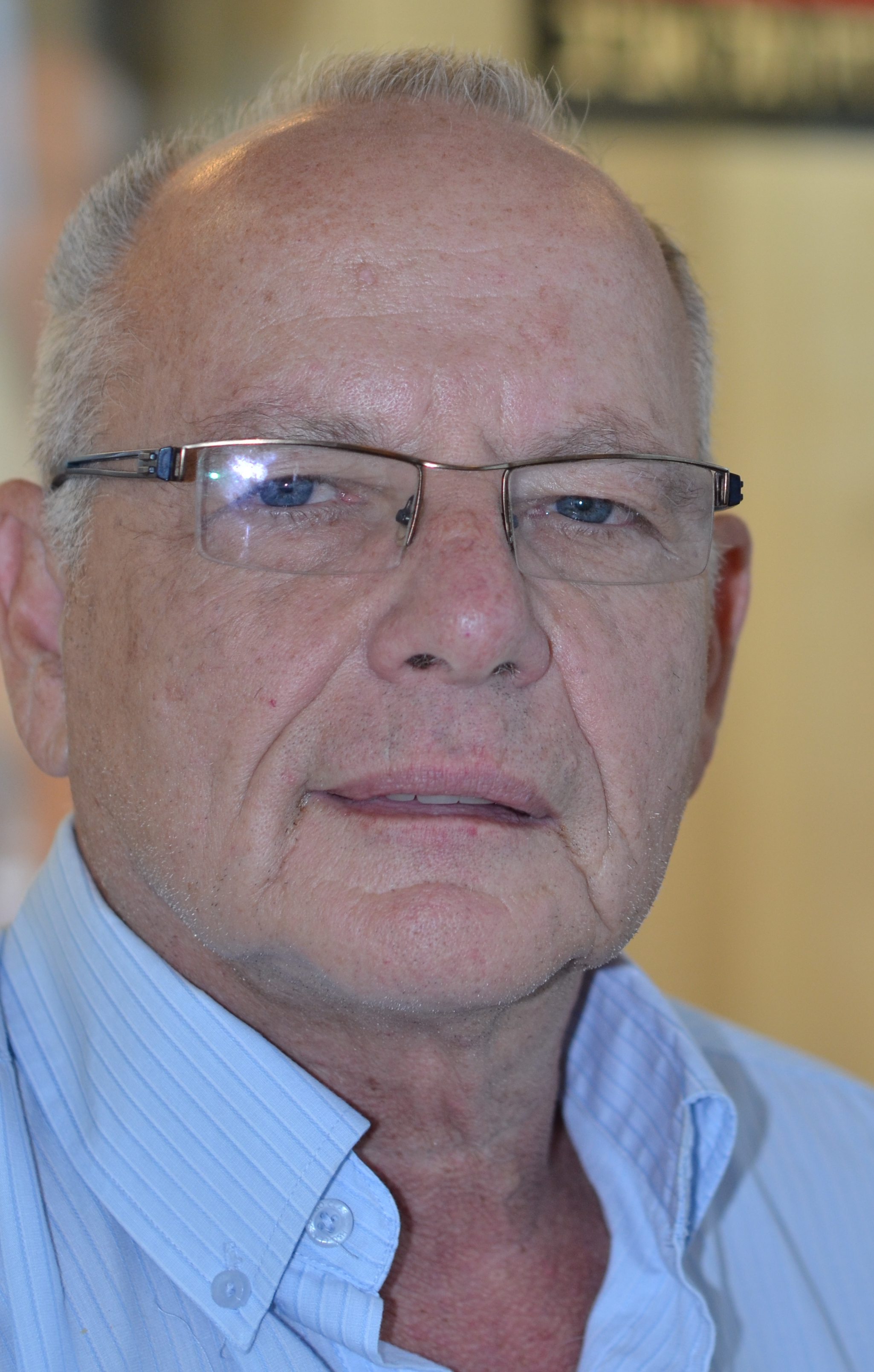
Portrait of Akiva Eldar

Akiva Eldar (Haifa, 27 de novembro de 1945) é um jornalista e autor israelense.
Anteriormente, foi colunista sênior e editorialista do diário Haaretz, além de ter atuado como chefe da sucursal nos Estados Unidos e correspondente diplomático do periódico hebraico, onde ele trabalhou por 35 anos até novembro de 2012.
Em 2006, o Financial Times o incluiu entre os comentaristas mais influentes do mundo. Recebeu o prêmio anual "Search for Common Ground" pelo jornalismo no Oriente Médio e o Prêmio Paz através da Mídia do Conselho Internacional de Imprensa e Radiodifusão.
Considerado um intelectual de esquerda em seu país, Eldar formou-se na Universidade Hebraica de Jerusalém, onde se especializou em economia, ciência política e psicologia. Seu livro mais recente (com Idith Zertal), "Senhores da Terra", sobre os assentamentos judaicos, figurou na lista de best-sellers em Israel e foi traduzido para o inglês, alemão e árabe.